# CART World Series 2001

Le championnat 2001 de CART a été remporté par le Brésilien Gil de Ferran. 

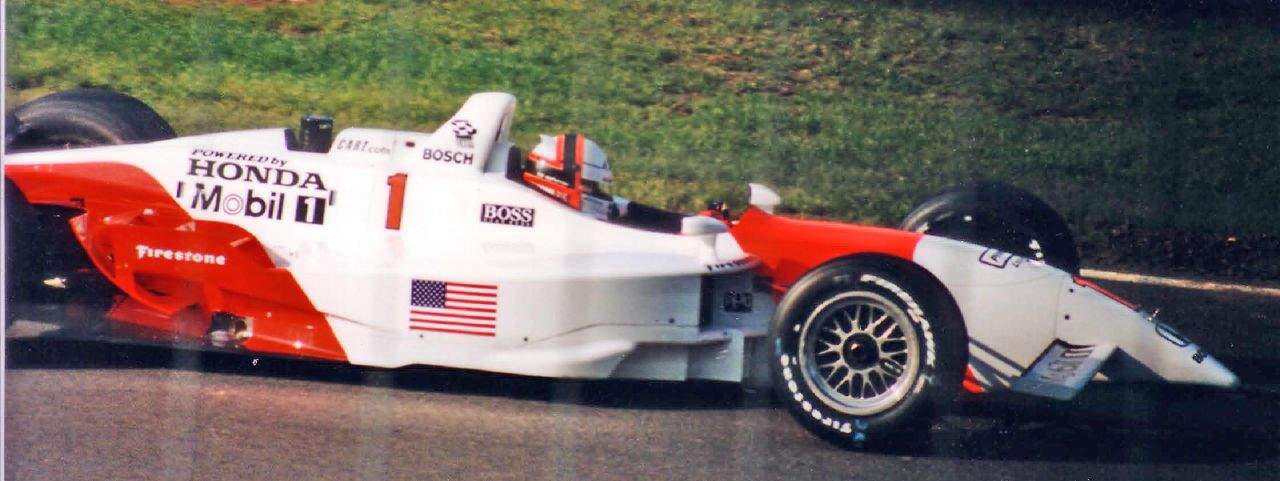
Gil de Ferran à Rockingham.

Cette saison a été marquée par l'accident de l'italien Alessandro Zanardi dans la manche au Lauzitzring

## Repères

### Pilotes
Débuts en tant que pilote-titulaire : 
- Bruno Junqueira chez Chip Ganassi Racing.
- Nicolas Minassian chez Chip Ganassi Racing.
- Toranosuke Takagi chez Walker Motorsport.
- Scott Dixon chez PacWest Racing.
- Michael Krumm chez Dale Coyne Racing.
- Max Wilson chez Arciero-Blair Racing.
- Townsend Bell chez Patrick Racing à partir du GP d'Allemagne.

 Transferts : 
- Cristiano da Matta quitte PPI Motorsports pour Newman/Haas Racing.
- Luiz Garcia Jr. quitte Arciero Racing pour Dale Coyne Racing.
- Jimmy Vasser quitte Chip Ganassi Racing pour Patrick Racing.
- Oriol Servià quitte PPI Motorsports pour Sigma Autosport.
- Michael Andretti quitte Newman/Haas Racing pour Team Motorola.
- Adrián Fernández quitte Patrick Racing pour Fernández Racing.
- Shinji Nakano quitte Walker Motorsport pour Fernández Racing.

 Retraits : 
- Juan Pablo Montoya (Champion CART 1999, 40 courses, 10 victoires et 338 points en 1999 et 2000).
- Norberto Fontana (9 courses et 2 points en 2000).
- Jason Bright (en) (1 course en 2000)
- Mark Blundell (81 courses, 3 victoires et 219 points entre 1996 et 2000).
- Takuya Kurosawa (8 courses et 1 point en 2000).

 Retour : 
- Bryan Herta chez Forsythe Racing.

 Retours en cours de saison : 
- Memo Gidley chez Chip Ganassi Racing pour remplacer Nicolas Minassian limogé à partir du GP de Portland.
- Alex Barron chez Arciero-Blair Racing pour suppléer Max Wilson pour les deux dernières courses de la saison.
- Casey Mears chez Mo Nunn pour remplacer Alessandro Zanardi blessé à partir du GP d'Houston.

### Équipes
- Della Penna Motorsports et PPI Motorsports se retirent de la compétition.
- Sigma Autosport, Team Motorola et Fernández Racing accèdent au championnat.
- Arciero Racing devient Arciero-Blair Racing.
- Fournitures de châssis Lola pour les équipes Team Rahal, Sigma Autosport et Arciero-Blair Racing.
- Fournitures de châssis Reynard pour les équipes Team Motorola et Fernández Racing.
- Fournitures de moteurs Honda pour les équipes Team Motorola, Fernández Racing et Mo Nunn Racing.
- Fournitures de moteurs Toyota pour les équipes Walker Motorsport, Newman/Haas Racing, PacWest Racing et Patrick Racing.
- Fournitures de moteurs Ford Cosworth pour l'équipe Sigma Autosport.
- Fournitures de moteurs Phoenix pour l'équipe Arciero-Blair Racing.

### Circuits
- Suppression du Grand Prix de Miami, du Grand Prix du Brésil et du Motorola 300.
- Apparition du Grand Prix de Monterrey, du Grand Prix d'Allemagne et du Grand Prix de Grande-Bretagne.

## Engagés
| Écurie               | N° | Pilote                         |
| -------------------- | -- | ------------------------------ |
| Team Penske          | 1  | Gil de Ferran                  |
| Team Penske          | 3  | Hélio Castroneves              |
| Chip Ganassi Racing  | 4  | Bruno Junqueira                |
| Chip Ganassi Racing  | 12 | Nicolas Minassian Memo Gidley  |
| Walker Motorsport    | 5  | Toranosuke Takagi              |
| Newman/Haas Racing   | 6  | Cristiano da Matta             |
| Newman/Haas Racing   | 11 | Christian Fittipaldi           |
| Team Rahal           | 7  | Max Papis                      |
| Team Rahal           | 8  | Kenny Bräck                    |
| Bettenhausen Racing  | 16 | Michel Jourdain Jr.            |
| PacWest Racing       | 17 | Mauricio Gugelmin              |
| PacWest Racing       | 18 | Scott Dixon                    |
| Dale Coyne Racing    | 19 | Michael Krumm                  |
| Dale Coyne Racing    | 21 | Luiz Garcia Jr.                |
| Patrick Racing       | 19 | Townsend Bell                  |
| Patrick Racing       | 20 | Roberto Moreno                 |
| Patrick Racing       | 40 | Jimmy Vasser                   |
| Sigma Autosport      | 22 | Oriol Servià                   |
| Arciero-Blair Racing | 25 | Max Wilson Alex Barron         |
| Team Green           | 26 | Paul Tracy                     |
| Team Green           | 27 | Dario Franchitti               |
| Forsythe Racing      | 32 | Patrick Carpentier             |
| Forsythe Racing      | 33 | Alex Tagliani                  |
| Forsythe Racing      | 77 | Bryan Herta                    |
| Team Motorola        | 39 | Michael Andretti               |
| Fernández Racing     | 51 | Adrián Fernández               |
| Fernández Racing     | 52 | Shinji Nakano                  |
| Mo Nunn Racing       | 55 | Tony Kanaan                    |
| Mo Nunn Racing       | 66 | Alessandro Zanardi Casey Mears |

## Courses 2001
| N° | Date         | Épreuve                | Vainqueur          | Écurie              | Pole position     | Record du tour     |
| -- | ------------ | ---------------------- | ------------------ | ------------------- | ----------------- | ------------------ |
| 1  | 11 mars      | GP de Monterrey        | Cristiano da Matta | Newman/Haas Racing  | Kenny Bräck       | Dario Franchitti   |
| 2  | 8 avril      | GP de Long Beach       | Hélio Castroneves  | Team Penske         | Hélio Castroneves | Hélio Castroneves  |
| 3  | 6 mai        | GP de Nazareth         | Scott Dixon        | PacWest Racing      | Bruno Junqueira   | Tony Kanaan        |
| 4  | 19 mai       | GP du Japon            | Kenny Bräck        | Team Rahal          | Hélio Castroneves | Alessandro Zanardi |
| 5  | 3 juin       | GP de Milwaukee        | Kenny Bräck        | Team Rahal          | Kenny Bräck       | Dario Franchitti   |
| 6  | 17 juin      | GP de Detroit          | Hélio Castroneves  | Team Penske         | Hélio Castroneves | Michael Andretti   |
| 7  | 24 juin      | GP de Portland         | Max Papis          | Team Rahal          | Max Papis         | Max Papis          |
| 8  | 1er juillet  | GP de Cleveland        | Dario Franchitti   | Team Green          | Mauricio Gugelmin | Roberto Moreno     |
| 9  | 15 juillet   | GP de Toronto          | Michael Andretti   | Team Motorola       | Gil de Ferran     | Hélio Castroneves  |
| 10 | 22 juillet   | GP du Michigan         | Patrick Carpentier | Forsythe Racing     | Kenny Bräck       | Patrick Carpentier |
| 11 | 29 juillet   | GP de Chicago          | Kenny Bräck        | Team Rahal          | Tony Kanaan       | Kenny Bräck        |
| 12 | 12 août      | GP du Mid-Ohio         | Hélio Castroneves  | Team Penske         | Gil de Ferran     | Hélio Castroneves  |
| 13 | 19 août      | GP d'Elkhart Lake      | Bruno Junqueira    | Chip Ganassi Racing | Kenny Bräck       | Bruno Junqueira    |
| 14 | 2 septembre  | GP de Vancouver        | Roberto Moreno     | Patrick Racing      | Alex Tagliani     | Hélio Castroneves  |
| 15 | 15 septembre | GP d'Allemagne         | Kenny Bräck        | Team Rahal          | Gil de Ferran     | Tony Kanaan        |
| 16 | 22 septembre | GP de Grande-Bretagne  | Gil de Ferran      | Team Penske         | Kenny Bräck       | Patrick Carpentier |
| 17 | 7 octobre    | GP de Houston          | Gil de Ferran      | Team Penske         | Gil de Ferran     | Jimmy Vasser       |
| 18 | 14 octobre   | GP de Monterey         | Max Papis          | Team Rahal          | Gil de Ferran     | Hélio Castroneves  |
| 19 | 28 octobre   | GP de Surfers Paradise | Cristiano da Matta | Newman/Haas Racing  | Roberto Moreno    | Jimmy Vasser       |
| 20 | 4 novembre   | GP de Fontana          | Cristiano da Matta | Newman/Haas Racing  | Alex Tagliani     | Max Papis          |

## Classement du championnat
| Classement | Pilote               | Pays             | Écurie               | Nombre de points |
| ---------- | -------------------- | ---------------- | -------------------- | ---------------- |
| 1er        | Gil de Ferran        | Brésil           | Team Penske          | 199              |
| 2e         | Kenny Bräck          | Suède            | Team Rahal           | 163              |
| 3e         | Michael Andretti     | États-Unis       | Team Motorola        | 147              |
| 4e         | Hélio Castroneves    | Brésil           | Team Penske          | 141              |
| 5e         | Cristiano da Matta   | Brésil           | Newman/Haas Racing   | 140              |
| 6e         | Max Papis            | Italie           | Team Rahal           | 107              |
| 7e         | Dario Franchitti     | Royaume-Uni      | Team Green           | 105              |
| 8e         | Scott Dixon          | Nouvelle-Zélande | PacWest Racing       | 98               |
| 9e         | Tony Kanaan          | Brésil           | Mo Nunn Racing       | 93               |
| 10e        | Patrick Carpentier   | Canada           | Forsythe Racing      | 91               |
| 11e        | Alex Tagliani        | Canada           | Forsythe Racing      | 80               |
| 12e        | Jimmy Vasser         | États-Unis       | Patrick Racing       | 77               |
| 13e        | Roberto Moreno       | Brésil           | Patrick Racing       | 76               |
| 14e        | Paul Tracy           | Canada           | Team Green           | 73               |
| 15e        | Christian Fittipaldi | Brésil           | Newman/Haas Racing   | 70               |
| 16e        | Bruno Junqueira      | Brésil           | Chip Ganassi Racing  | 68               |
| 17e        | Memo Gidley          | États-Unis       | Chip Ganassi Racing  | 65               |
| 18e        | Adrián Fernández     | Mexique          | Fernández Racing     | 45               |
| 19e        | Oriol Servià         | Espagne          | Sigma Autosport      | 42               |
| 20e        | Michel Jourdain Jr.  | Mexique          | Bettenhausen Racing  | 30               |
| 21e        | Toranosuke Takagi    | Japon            | Walker Motorsport    | 29               |
| 22e        | Bryan Herta          | États-Unis       | Forsythe Racing      | 28               |
| 23e        | Alessandro Zanardi   | Italie           | Mo Nunn Racing       | 24               |
| 24e        | Mauricio Gugelmin    | Brésil           | PacWest Racing       | 17               |
| 25e        | Max Wilson           | Brésil           | Arciero-Blair Racing | 12               |
| 26e        | Shinji Nakano        | Japon            | Fernández Racing     | 11               |
| 27e        | Nicolas Minassian    | France           | Chip Ganassi Racing  | 7                |
| 28e        | Casey Mears          | États-Unis       | Mo Nunn Racing       | 7                |
| 29e        | Alex Barron          | États-Unis       | Arciero-Blair Racing | 4                |
| 30e        | Townsend Bell        | États-Unis       | Patrick Racing       | 1                |